# Democratic Party (Cookinseln)
Die Democratic Party (früher: Democratic Alliance Party) ist eine Politische Partei in den Cookinseln. Sie wurde 1971 gegründet. Nach den Wahlen 2022 ist die Partei in der Opposition.

## Geschichte
Die Democratic Party wurde 1971 von Tom Davis gegründet als Opposition gegenüber der regierenden Cook Islands Party (CIP) von Albert Henry. In den Wahlen 1972 gewann die Partei bereits acht Sitze im Pāremeta te Kuku Airani (Cook Islands Parliament) und brach die Zweidrittel-Mehrheit der CIP. 1978 kam die Partei an die Macht und Davis wurde Premierminister. Sie wurde eine der zwei Hauptparteien der Cookinseln, und wechselte sich in der Regierung mit der CIP ab. Davis diente als Premierminister der Cookinseln von 1978 bis 1987, mit einer kurzen Unterbrechung 1983, als die Cook Islands Party kurzzeitig an die Macht zurückkehrte. Die Democratic Party blieb bis 1989 an der Macht. In den späten 1990ern ereignete sich eine Spaltung der Partei, wobei die Mehrheit der Partei unter dem neuen Namen als Democratic Alliance Party erhalten blieb. Eine Splittergruppe unter Norman George benannte sich New Alliance Party. Trotzdem wurde die Democratic Party in den Wahlen 1999 die größte Partei und gewann 11 der 25 Sitze. Die New Alliance Party, mit 4 Sitzen, ging mit der Cook Islands Party eine Koalition ein um die Partei für einige Monate länger an der Macht zu halten, aber die Koalition zerbrach und die New Alliance Party ging eine neue Koalition mit den Demokraten ein, woraufhin der Parteiführer Terepai Maoate Premierminister wurde. Die Democratic Alliance Party und die New Alliance Party vereinigten sich wieder unter dem alten Namen „Democratic Party“.
2002 wurde Maoate durch ein Misstrauensvotum gestürzt und durch seinen Stellvertreter Robert Woonton ersetzt, welcher ebenfalls Mitglied der DAP war. Es entstand eine Koalition mit der Cook Islands Party, die 2003 wieder zerbrach.

## Wahlen 2004 und 2006
In den nächsten Wahlen am 7. September 2004 gewann die Democratic Alliance 47,2 % der Stimmen und 12 von 24 Sitzen. Obwohl Premierminister Robert Woonton zunächst davon ausging, dass er seinen Sitz gehalten habe, was der Democratic Party eine Mehrheit gesichert hätte, wurde in einer Neuauszählung deutlich, dass er die gleiche Anzahl Stimmen erhalten hatte wie sein Gegenkandidat. Er verlor die Nachwahl. Der neue Parteiführer, Jim Marurai, wurde Premierminister. 2005 verließ Marurai jedoch die Partei aufgrund von internen Streitigkeiten und gründete seine eigene Cook Islands First Party. Marurai blieb mit Hilfe der CIP Premierminister. Später zerbrach jedoch die Übereinkunft mit der CIP und Marurai verbündete sich wieder mit den Demokraten. Er schloss sich der Partei wieder an und blieb Premierminister, war aber nicht mehr Parteiführer. Terepai Maoate wurde stellvertretender Premierminister und Parteiführer. Bei den Wahlen 2006 errang die Democratic Party eine Mehrheit mit 15 der 24 Sitze.

## Wahlkampf 2010
Die Partei litt unter internen Streitigkeiten im Vorfeld der Wahlen 2010. Im Dezember 2009 feuerte Premierminister Jim Marurai seinen Stellvertreter Terepai Maoate und löste damit einen Massenrücktritt von Kabinettsmitgliedern der Democratic Party aus. Er und der neue stellvertretende Premierminister Robert Wigmore wurden in der Folge aus der Democratic Party ausgeschlossen, und die Partei entzog ihnen die Unterstützung. Eine formelle Spaltung der Partei wurde im Juni 2010 abgewendet, als auf einer Parteikonferenz Marurai, Wigmore und die anderen Kabinettsmitglieder wieder aufgenommen wurden. Wigmore wurde zum Parteiführer ernannt und Wilkie Rasmussen sein Stellvertreter. Einige altgediente Abgeordnete, inklusive des ehemaligen Parteiführers Terepai Maoate und des ehemaligen Präsidenten John Tangi wurden jedoch nicht wiedergewählt und traten als Unabhängige an.
Die Partei startete ihre Wahlkampfkampagne am 7. Oktober in vaka Takitumu mit dem Slogan „Our Future. Now.“ („Unsere Zukunft. Jetzt.“) Die Partei versprach Stabilität, Lohnsteigerungen und Einschnitte bei den Ämtern. Sie stellte Kandidaten in jedem Wahlkreis außer in Arutanga-Nikaupara-Reureu. Die Partei hatte jedoch keinen Erfolg in den Wahlen, sie errang nur 8 der 24 Sitze.
Nach dem Tod von Robert Wigmore an Krebs im April 2012 wurde Wilkie Rasmussen als kommissarischer Leiter ernannt. Seine Führung der Partei wurde bei der jährliche Konferenz im August 2012 bestätigt.
2018 gewann die Partei noch 11 Stimmen. Bei der Wahl 2022 waren es nur noch 5.

## Wahlergebnisse
| Wahlen        | Stimmen | %     | Sitze | +/– | Rang  | Regierung  |
| ------------- | ------- | ----- | ----- | --- | ----- | ---------- |
| 1972          | N/A     |       | 7/22  | Neu | ▲ 2nd | Opposition |
| 1974          | N/A     |       | 8/22  | ▲ 1 | 2.    | Opposition |
| 1978          | N/A     |       | 7/22  | ▼ 1 | 2.    | Opposition |
| März 1983     | N/A     | 44.9  | 11/24 | ▲ 4 | 2.    | Opposition |
| November 1983 | N/A     | 48.5  | 13/24 | ▼ 2 | ▼ 1.  | Mehrheit   |
| 1989          | N/A     |       | 9/25  | ▼ 4 | ▼ 2.  | Opposition |
| 1994          | N/A     | 15.4  | 3/25  | ▼ 6 | ▼ 3.  | Opposition |
| 1999          | N/A     |       | 10/25 | ▲ 7 | ▲ 2.  | Opposition |
| 2004          | 3,944   | 45.3  | 14/24 | ▲ 4 | ▲ 1.  | Mehrheit   |
| 2006          | 4,420   | 52.0  | 14/24 | 0   | 1.    | Mehrheit   |
| 2010          | 3,302   | 44.5  | 8/24  | ▼ 6 | ▼ 2.  | Opposition |
| 2014          | 3,909   | 46.72 | 7/24  | ▼ 1 | ▲ 1.  | Opposition |
| 2018          | 3,620   | 41.91 | 11/24 | ▲ 4 | ▼ 2nd | Opposition |
| 2022          | 2,377   | 26.93 | 5/24  | ▼ 6 | 2.    | Opposition |

## Parteiführer
- Tom Davis (1971–1987)
- Pupuke Robati (1987–1991)
- Terepai Maoate (1991–21. November 2003)
- Robert Woonton (21. November 2003–10. Mai 2004)
- Terepai Maoate (10. Mai 2004–3. Juni 2010)
- Robert Wigmore (3. Juni 2010–13. April 2012)
- Wilkie Rasmussen (14. April 2012–9. April 2015)
- William (Smiley) Heather (16. April 2015–13. April 2017)
- Tina Browne (13. April 2017– )

## Parteipräsidenten
- Makiuti Tongia (–3. Juni 2010)
- Sean Willis (3. Juni 2010– )